# Полисарио
Наро́дный фронт за освобожде́ние Сегиет-эль-Хамра и Ри́о-де-О́ро (Фронт ПОЛИСАРИО, от исп. Frente Popular de Liberación de Saguía el Hamra y Río de Oro, сокращ. — POLISARIO;  араб. الجبهة الشعبية لتحرير الساقية الحمراء ووادي الذهب‎, сокращ. — جبهة البوليساريو Jabhat al-Bōlīsāryū) — военно-политическая организация, действующая в Западной Сахаре. В 1970—1980-е годы проводилась активная вооружённая борьба против вооружённых сил Марокко и Мавритании, контролирующих данную территорию. Объявлен вне закона в частях Западной Сахары, подконтрольной вооруженными силами Марокко.
С 1979 года ООН признаёт и считает Фронт ПОЛИСАРИО правомочным представителем народа Западной Сахары. Фронт имеет статус наблюдателя в Социалистическом интернационале. В феврале 1982 года ПОЛИСАРИО стал членом Организации африканского единства (ОАЕ).

## История

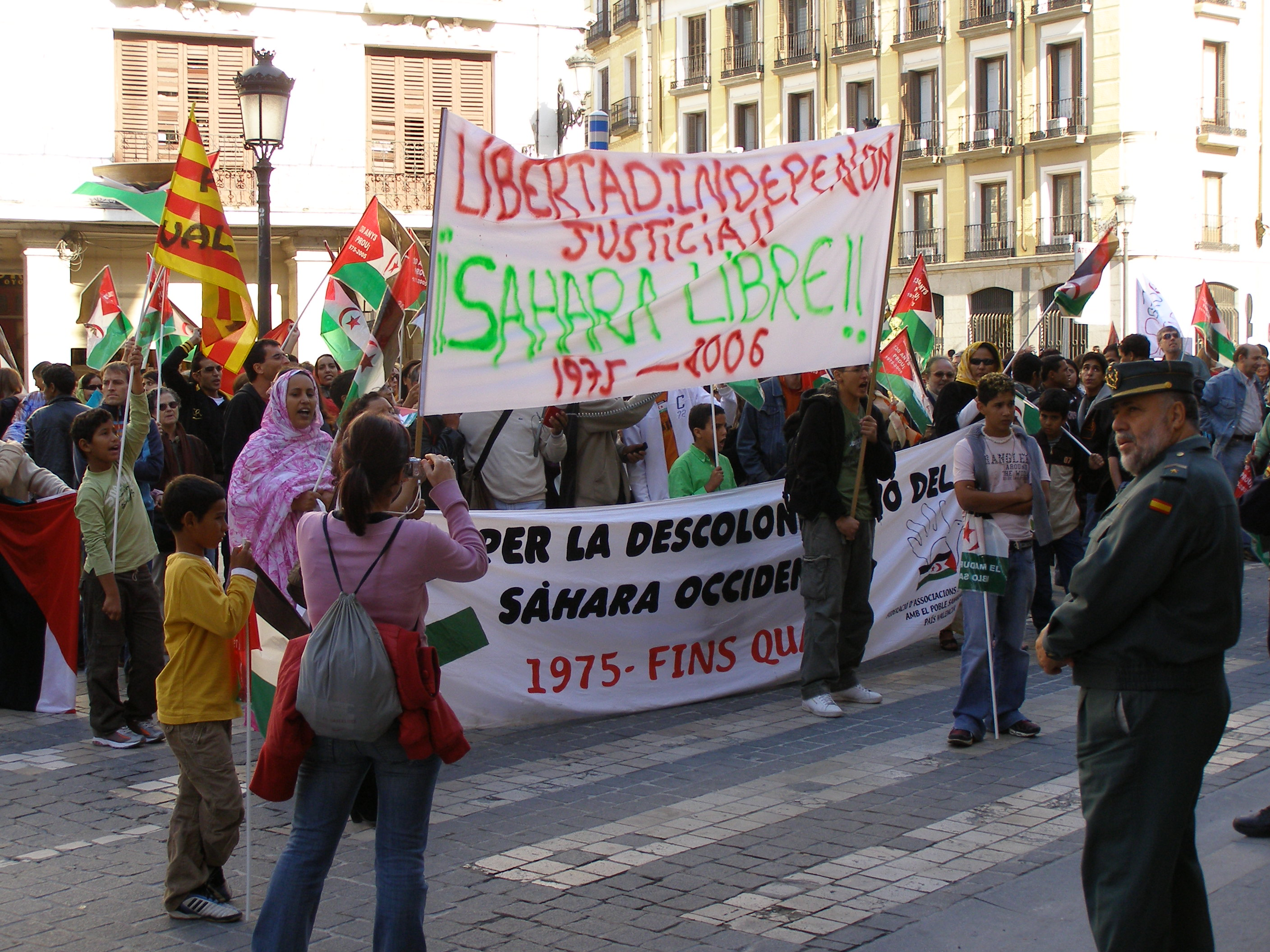
Демонстрация активистов Полисарио в Мадриде (ноябрь 2006 года)

Фронт Полисарио был создан в мае 1973 года западносахарскими студентами (основатель — Эль-Уали Мастафа Сайед). На тот момент территория Западной Сахары принадлежала Испании; фронт выступал за предоставление этой территории независимости, причём сразу же взял курс на вооружённую борьбу. В 1973—1975 году в Западной Сахаре велась малоинтенсивная партизанская война. К 1975 году Испания решила оставить свою колонию, разделив её территорию между соседними странами — Марокко и Мавританией, что было закреплено Мадридскими соглашениями. В ответ на это Полисарио провозгласил независимую Сахарскую Арабскую Демократическую Республику (27 февраля 1976 года) и возобновил партизанскую войну, направленную теперь против прибывших марокканских и мавританских войск. В ходе войны Полисарио получал военную помощь из Алжира, от Кубы, ряда национально-освободительных движений мира, и, до 1983 года, от Ливии.
В 1976 году на III съезде фронта состоялось организационное оформление и создание парламента. После гибели в бою 9 июня 1976 года основателя ПОЛИСАРИО Мустафы Сайеда Эль-Уали, организацию до своей смерти в 2016 году возглавлял Мухаммед Абдельазиз.
Армия фронта сделала невозможной добычу меди в Мавритании, а она давала этой стране 90 % всей экспортной выручки. В итоге Мавритания вывела свои небольшие войска из Западной Сахары в 1979 году и в 1984 признала САДР. Марокканские войска сразу же оккупировали и эту часть Западной Сахары.
Марокко заявила, что не отказывается от претензий на Западную Сахару. На протяжении 1980-х годов продолжались затяжные боевые действия, в которых марокканской армии, несмотря на значительные усилия, не удалось добиться какого-либо успеха. В 1981—1987 годах марокканские войска возвели 6 стен «оборонительного вала» — сплошной системы военных заграждений с электронной системой слежения. В результате строительства системы оборонительных валов, известной как «берм», разделившей Западную Сахару на две части, с конца 1980-х военная ситуация в конфликте оценивается как патовая. ПОЛИСАРИО устраивал рейды мобильных отрядов на джипах с обстрелом вала.
После нескольких встреч короля Марокко Хасана II с руководством ПОЛИСАРИО в 1989 году, с 1991 года было заключено перемирие, по условиям которого Марокко обязалась провести в Западной Сахаре референдум по вопросу независимости.
По состоянию на начало 2022 года этот референдум по ряду причин ещё не состоялся, и в настоящее время марокканская сторона отвергает идею его проведения, несмотря на ранее взятые на себя обязательства.
30-летнее прекращение огня между Марокко и ПОЛИСАРИО было нарушено в ноябре 2020 года, когда войска Марокко попытались открыть дорогу в буферной зоне Гергерат недалеко от границы с Мавританией. В ответ ПОЛИСАРИО объявил о прекращении перемирия. В начале декабря 2020 года президент США Дональд Трамп подписал декларацию о признании суверенитета Королевства Марокко над территорией Западной Сахары.

## Ситуация в настоящее время

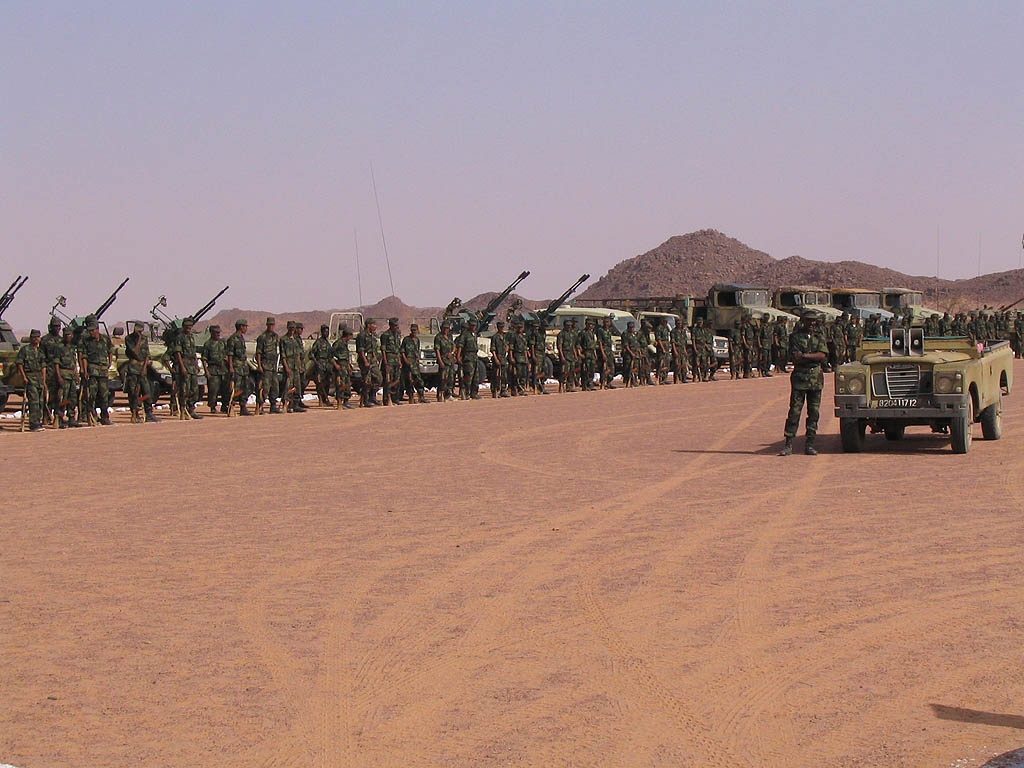
Войска САДР на праздновании 32-й годовщины создания ПОЛИСАРИО

ПОЛИСАРИО имеет собственные вооружённые силы, носящие название «Народная армия освобождения Сахары». По оценкам Центра стратегических и международных исследований, на 2002 год в составе армии было до 3 тысяч человек в полувоенных формированиях и примерно столько же в резерве; имелось до 100 танков, 50 боевых машин пехоты, до 60 артиллерийских систем.
Силы фронта в 2010 году — 15-20 тысяч бойцов, армия Марокко в Западной Сахаре — 110 тысяч человек. База фронта — район Тиндуфа, на западе Алжира. Сахарских беженцев в Алжире — около 150 тысяч, и они составляют население САДР в изгнании.
ПОЛИСАРИО контролирует так называемую свободную зону к востоку от разделительной стены. Марокко управляет районами к западу от стены, где проживает большая часть населения Западной Сахары, и активно заселяет их своими переселенцами.

## Генеральные секретари фронта Полисарио
- 10.05.1973—__.08.1974: Брагим Гали (1-й раз)
- __.08.1974—09.06.1976: Мустафа Сайед Эль-Уали
- 10.06.1976—30.08.1976: Махфуд Али Бейба (врем.)
- 30.08.1976—31.05.2016: Мухаммед Абдельазиз
- 31.05.2016—12.07.2016: Хатри Аддух (и. о.)
- 12.07.2016—наст. время: Брагим Гали (2-й раз)

## Состав руководства
Национальный секретариат Фронта ПОЛИСАРИО (29 членов). Избран 23.12.2015 на XIV съезде Фронта.
Мухаммед Абдельазиз (генеральный секретарь) — переизбран единогласно (умер 31.05.2016)
Члены НС:
1. Хамма Салама (Hamma Salama)
2. Эмхамед Хаддад (Emhamed Khaddad)
(избраны в I туре)
3. Мрабих Эль Мами Дай (Mrabih El Mamy Day) (новый)
4. Абдаллахи Лехбиб (Abdallahi Lahbib)
5. Хатри Аддух (Khatri Addouh) — и. о. генерального секретаря 31.05.2016-12.07.2016
6. Брагим Гали (Brahim Ghali) — генеральный секретарь с 12.07.2016
7. Башир Мустафа Сайед (Bachir Moustapha Sayed)
8. Салек Баба Хасенна (Salek Baba Hassena)
9. Абделькадер Талеб Умар (Abdelkader Taleb Oumar) — премьер-министр САДР с 29.10.2003
10. Бушрая Хаммуди Беюн (Bouchraya Hamoudi Beyoun)
11. Хира Беллахи (Khira Bellahi)
12. Мохамед Ламин Ахмед (Mohamed Lamine Ahmed)
13. Хадижа Хамди (Khadija Hamdi)
14. Мохамед Ламин Бухади (Mohamed Lamine Bouhali)
15. Бухари Ахмед (Boukhari Ahmed)
16. Мохамед Эльвали Акеик (Mohammed ElOuali Akeik) (новый)
17. Мохамед Салем Салек (Mohamed Salem Salek)
18. Брахим Ахмед Махмуд (Brahim Mohamed Mahmoud)
19. Юсуф Ахмед Ахмед Салем (Youssef Ahmed Ahmed Salеm)
20. Хамма Али Салем малу (Hamma Ali Salem Malou)
21. Мустафа Мохамед Али Сиди Аль-Башир (Mustafa Mohammed Ali Sidi al-Bashir)
22. Мохамед Сидати (Mohamed Sidati)
23. Омар Мансур (Omar Mansour)
24. Талеб Амми Дех (Taleb Ammi Deh)
25. Мохамед Йеслем Бейссат (Mohamed Yeslem Beissat)
26. Марием Салек Хмада (Mariem Salek Hmada)
27. Абеида Шеих (Abeida Cheikh) (новый)
28. Салем Лебсир (Salem Lebsir)
29. Фатма Белла (Fatma Bel-la) (новая)